# کلیسای جامع ریپون
کلیسای جامع ریپون (انگلیسی: Ripon Cathedral) یک کلیسای جامع در شهر ریپون، انگلستان است.
این کلیسا در سال ۶۷۲ میلادی بنیان‌گذاری شده اما ساخت ساختمان فعلی آن در سال ۱۱۶۰ شروع و در سال ۱۵۴۷ به پایان رسیده است.

## نگارخانه

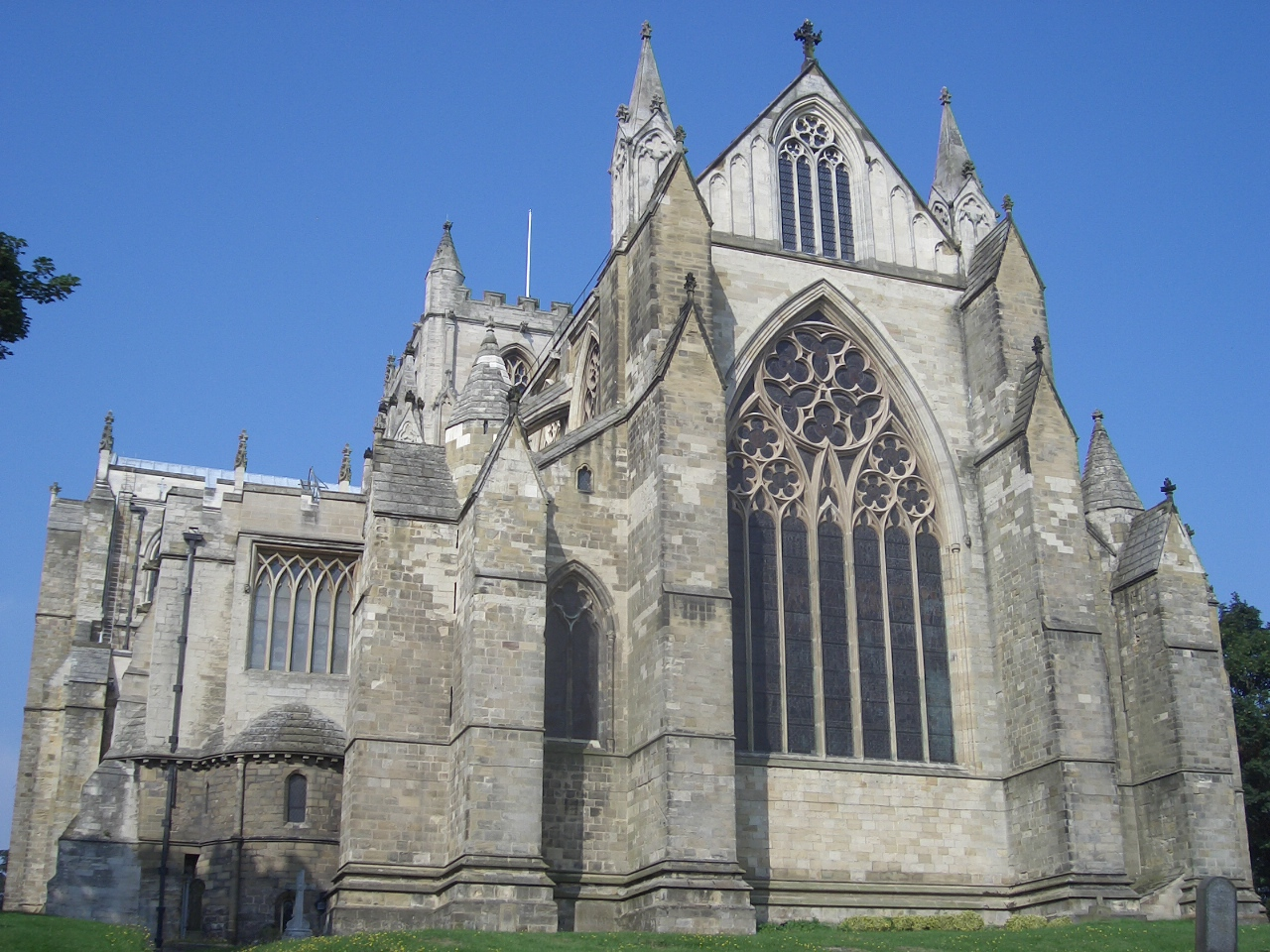
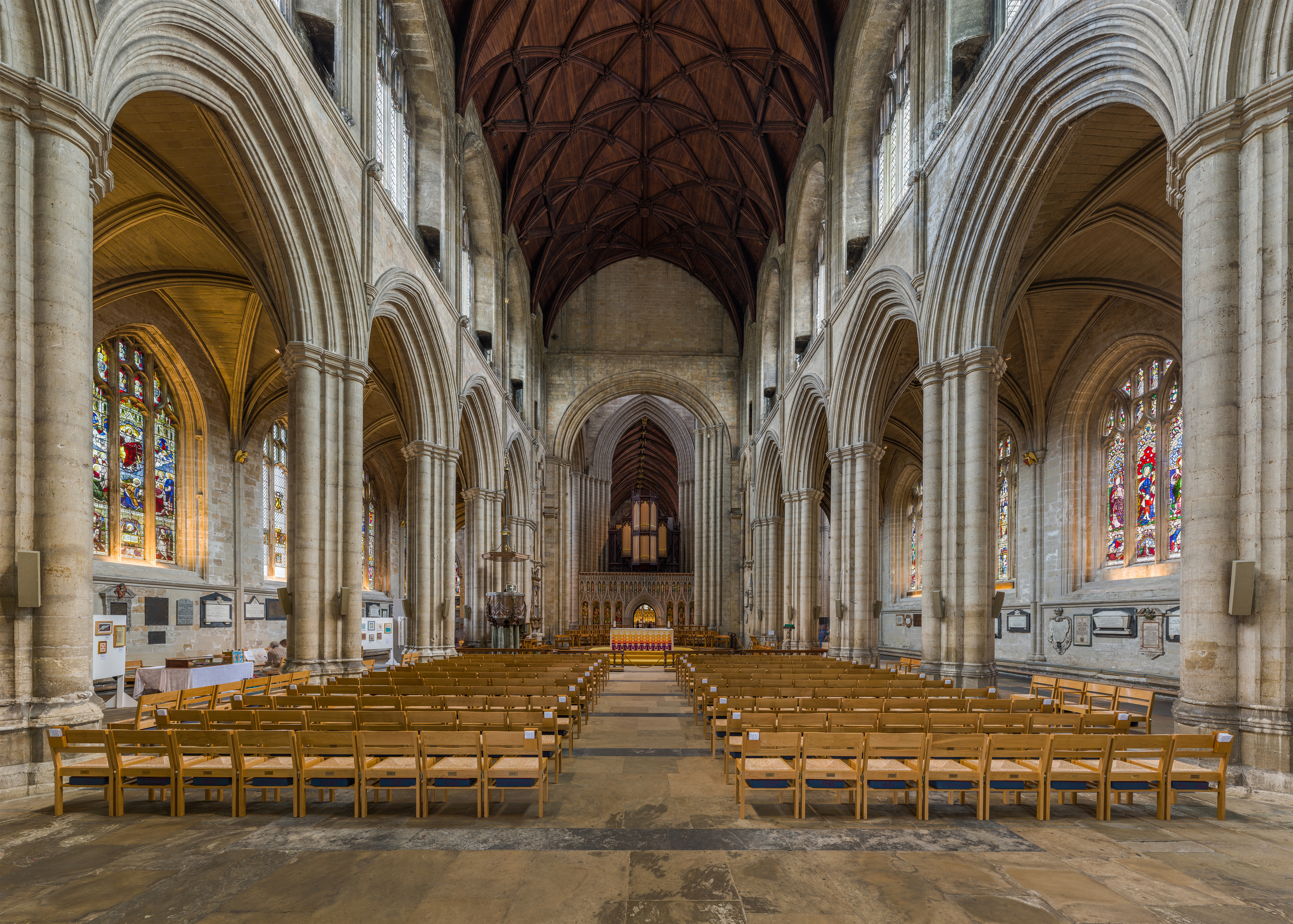
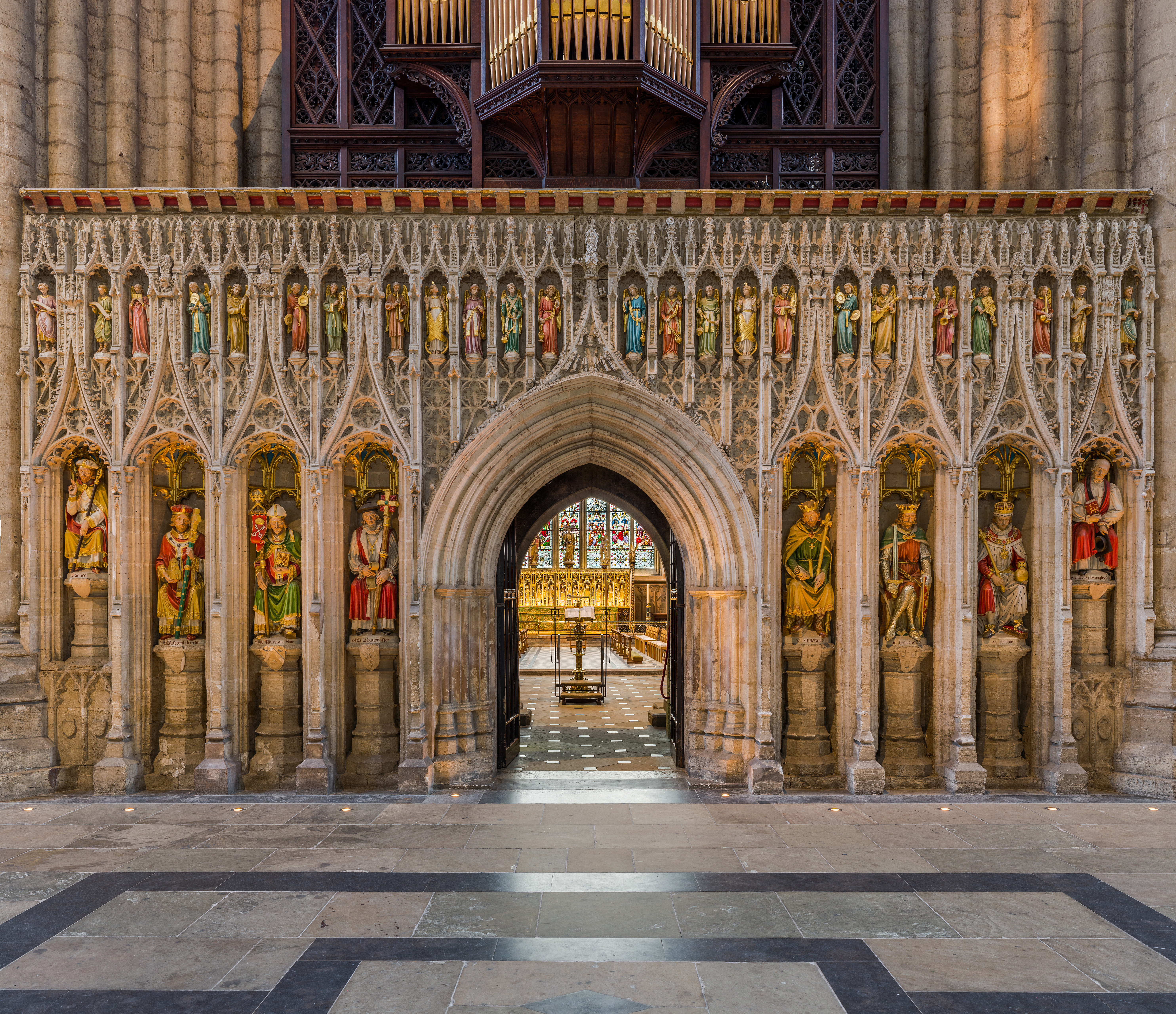
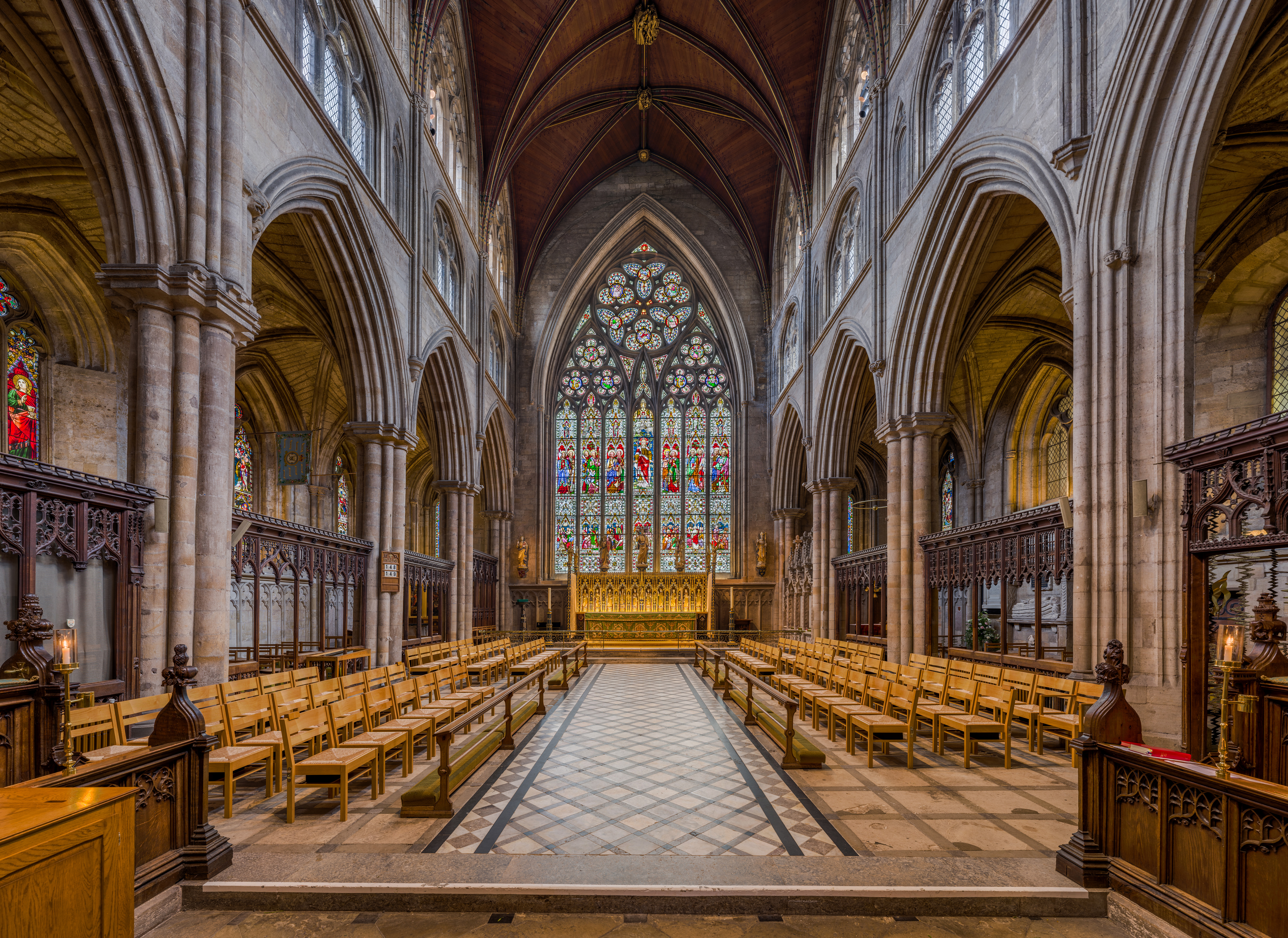
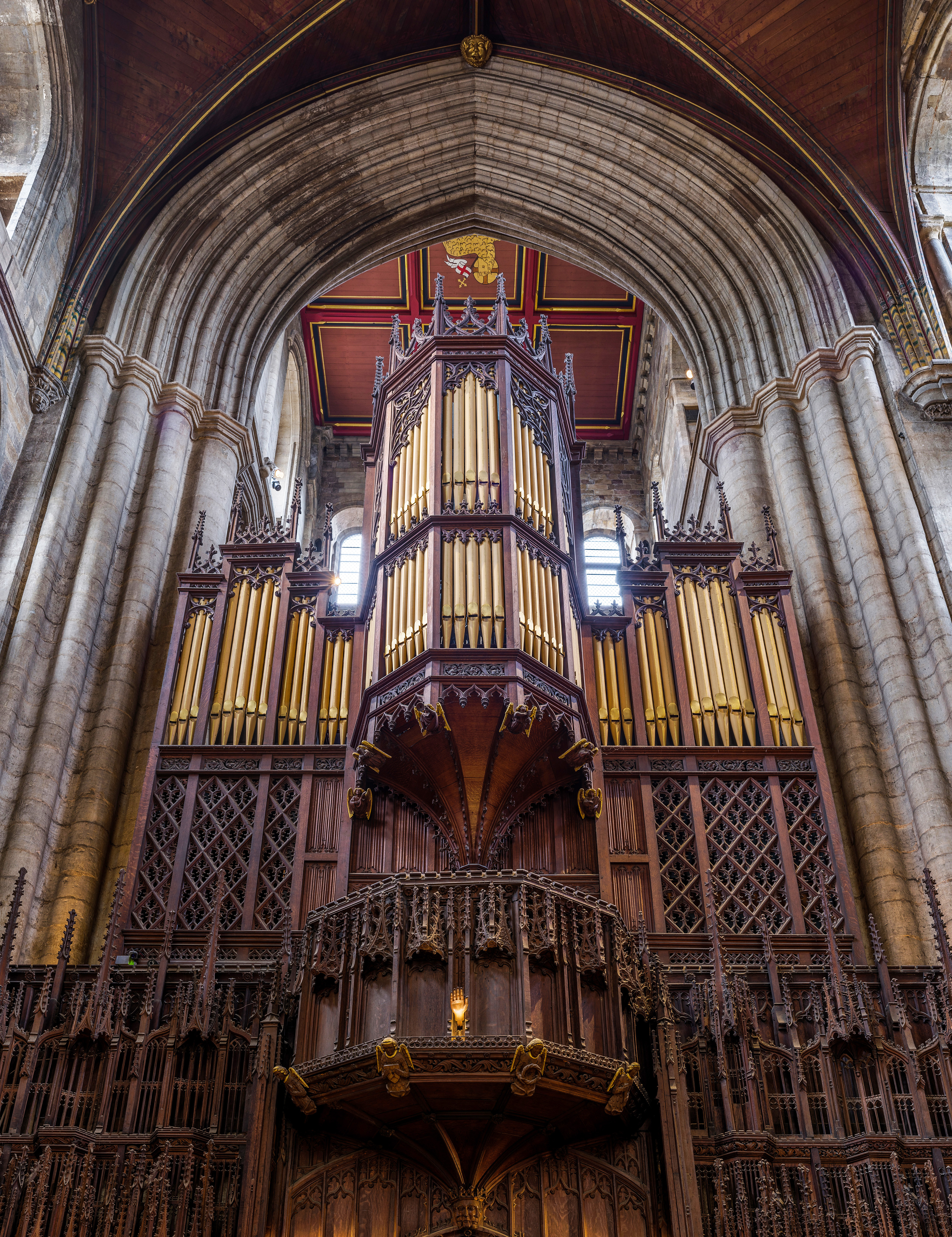
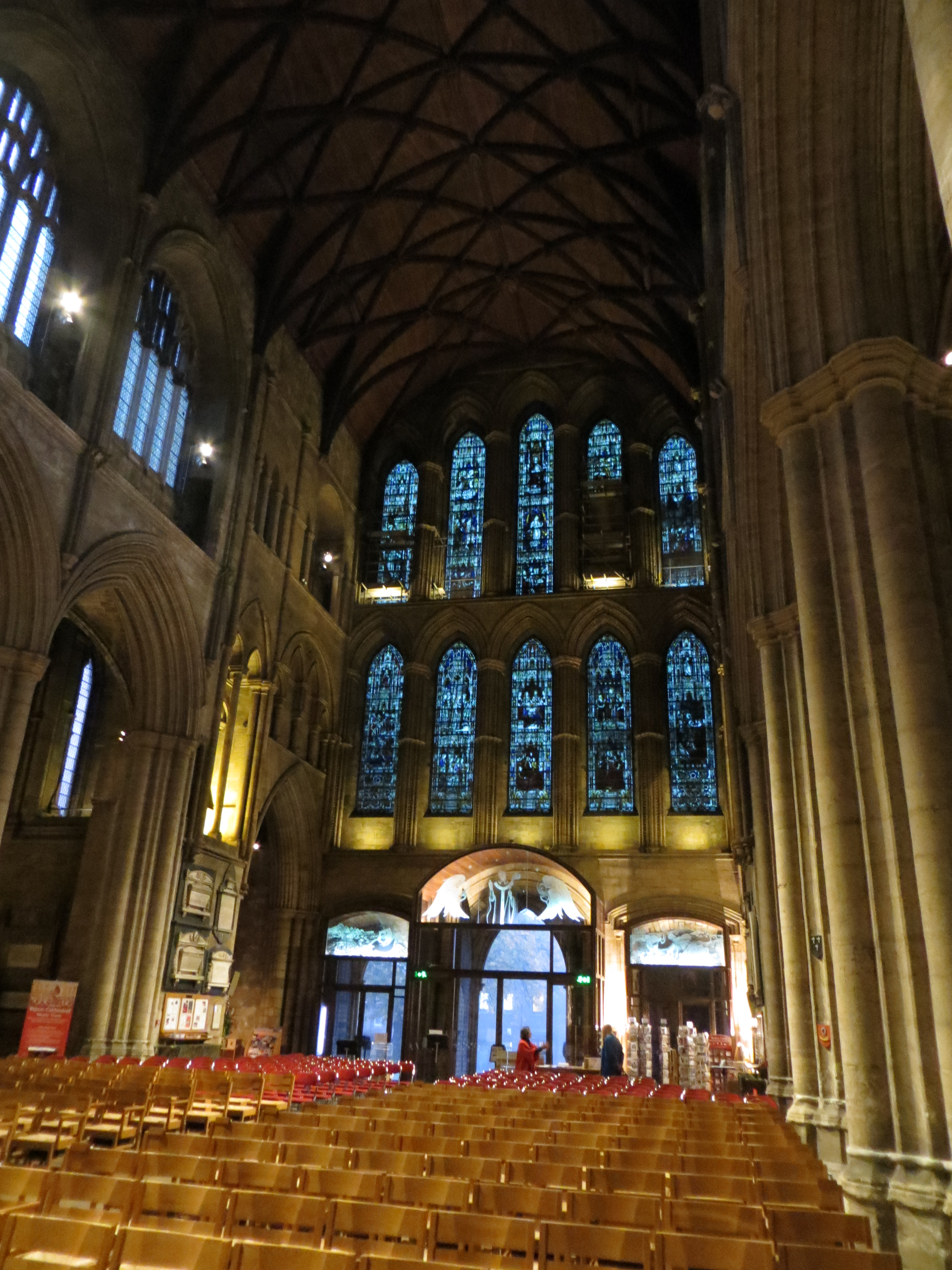
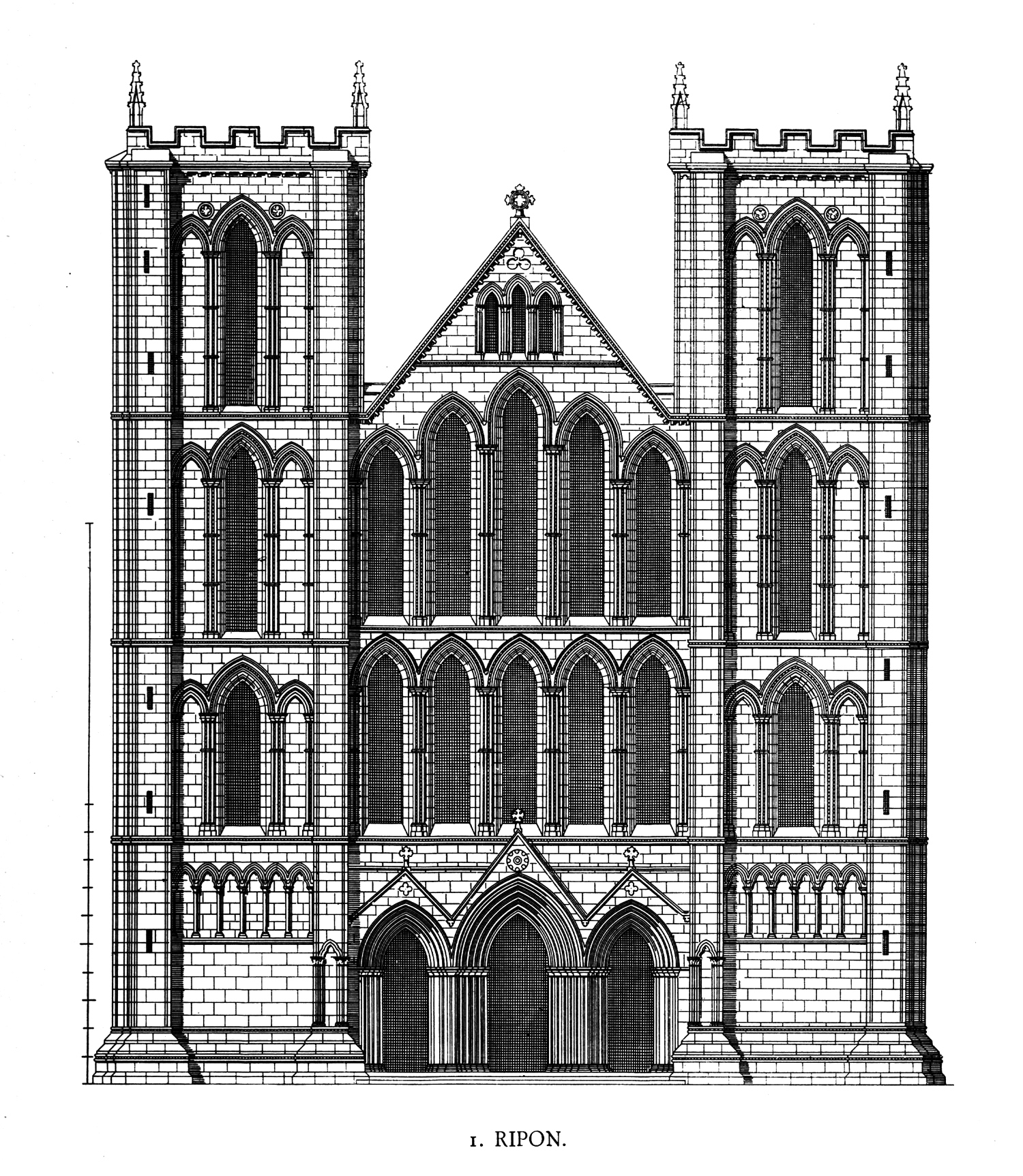
نمای غرب کلیسا.
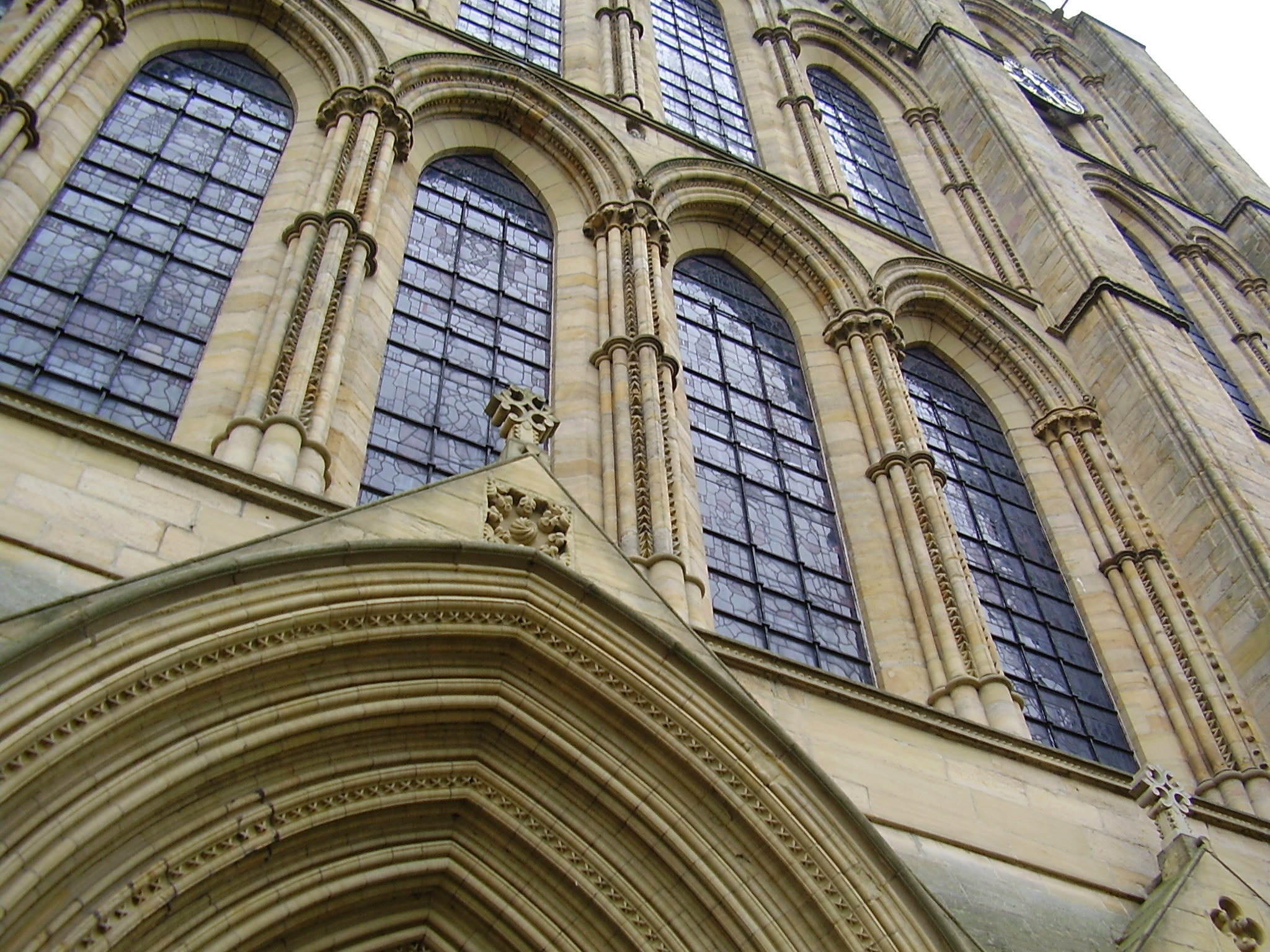
جزئیات نمای غربی کلیسا.
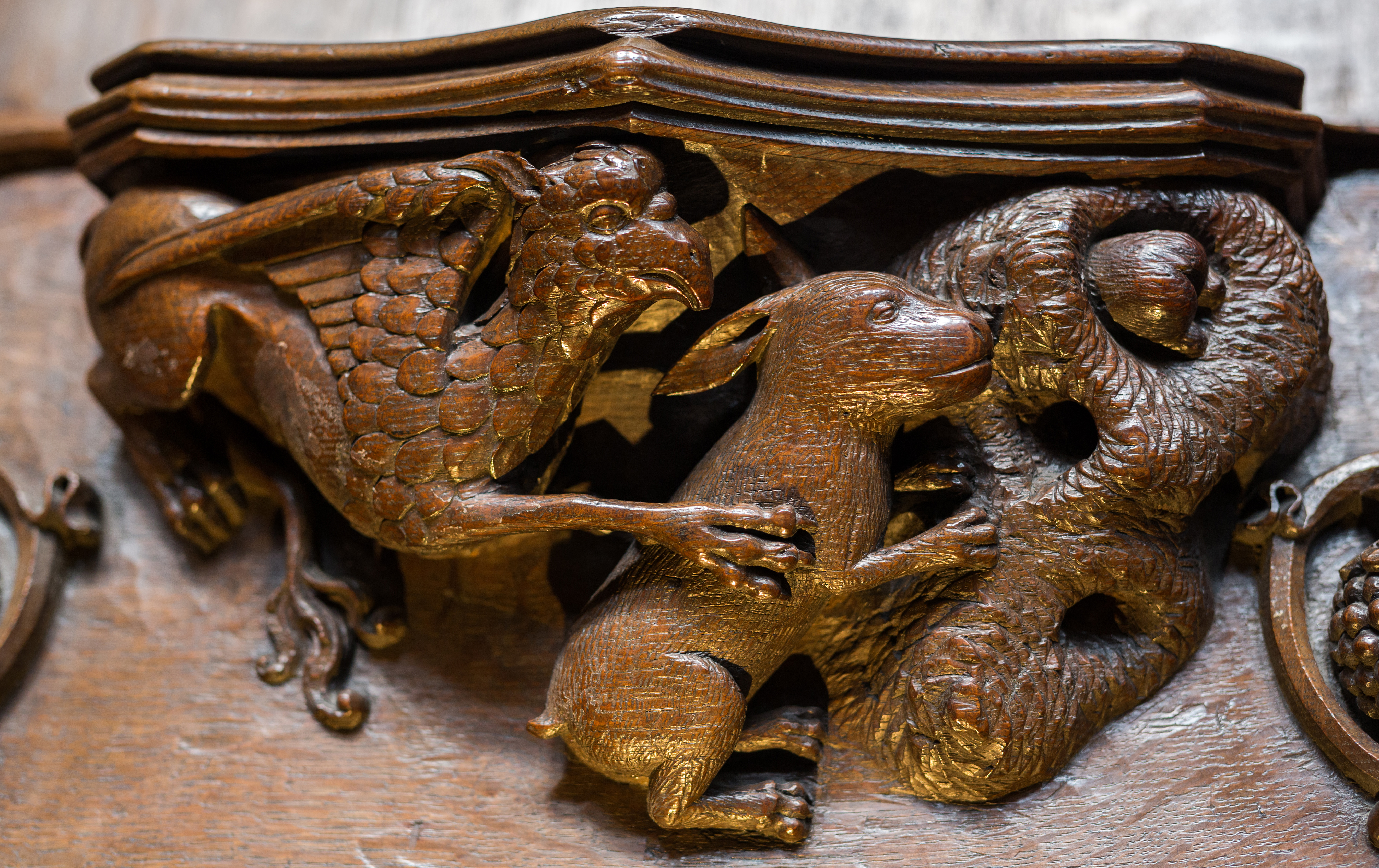
A misericord, alleged inspiration for لوئیس کارول’s, آلیس در سرزمین عجایب
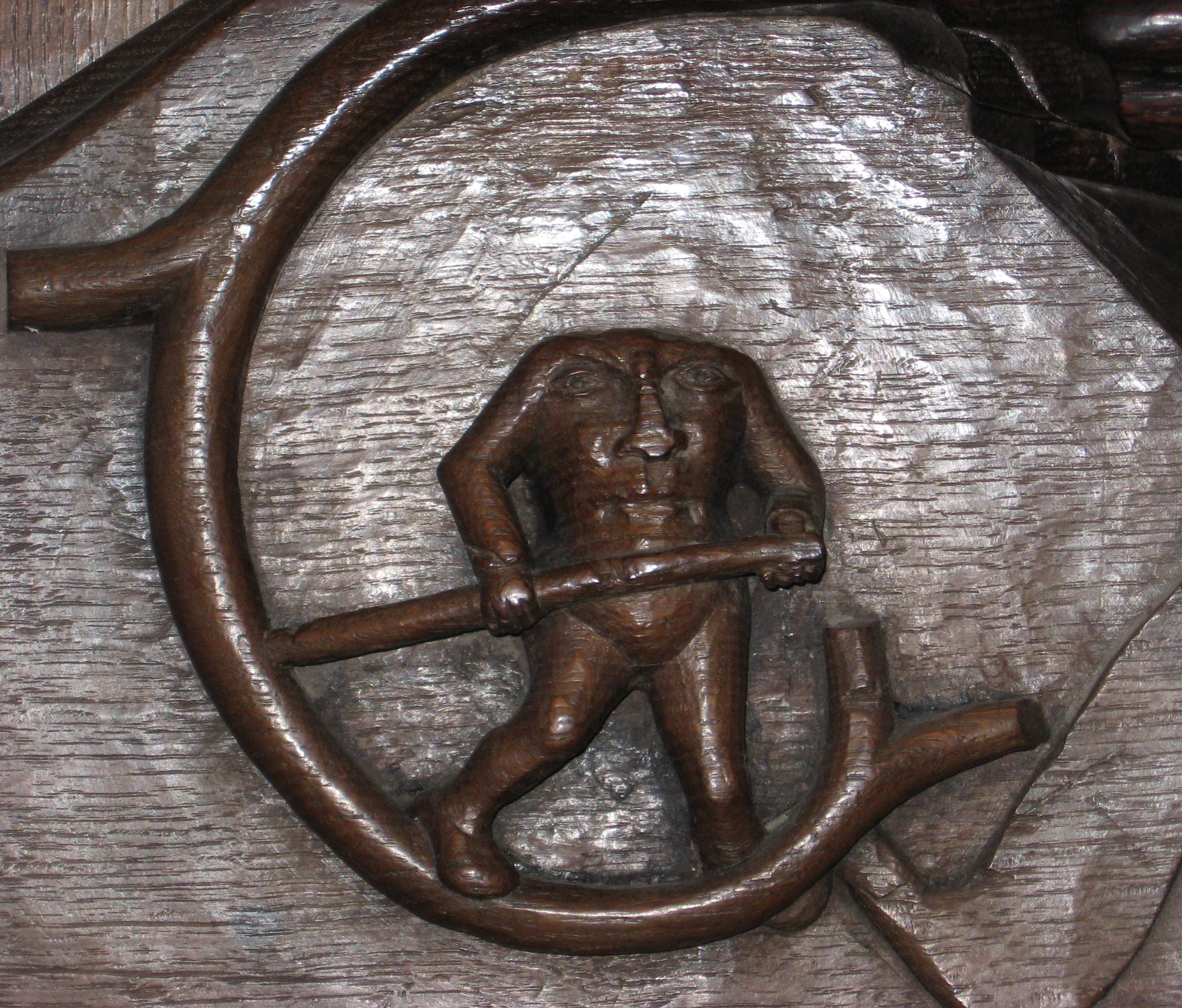
A blemyah carving from a choir stall.
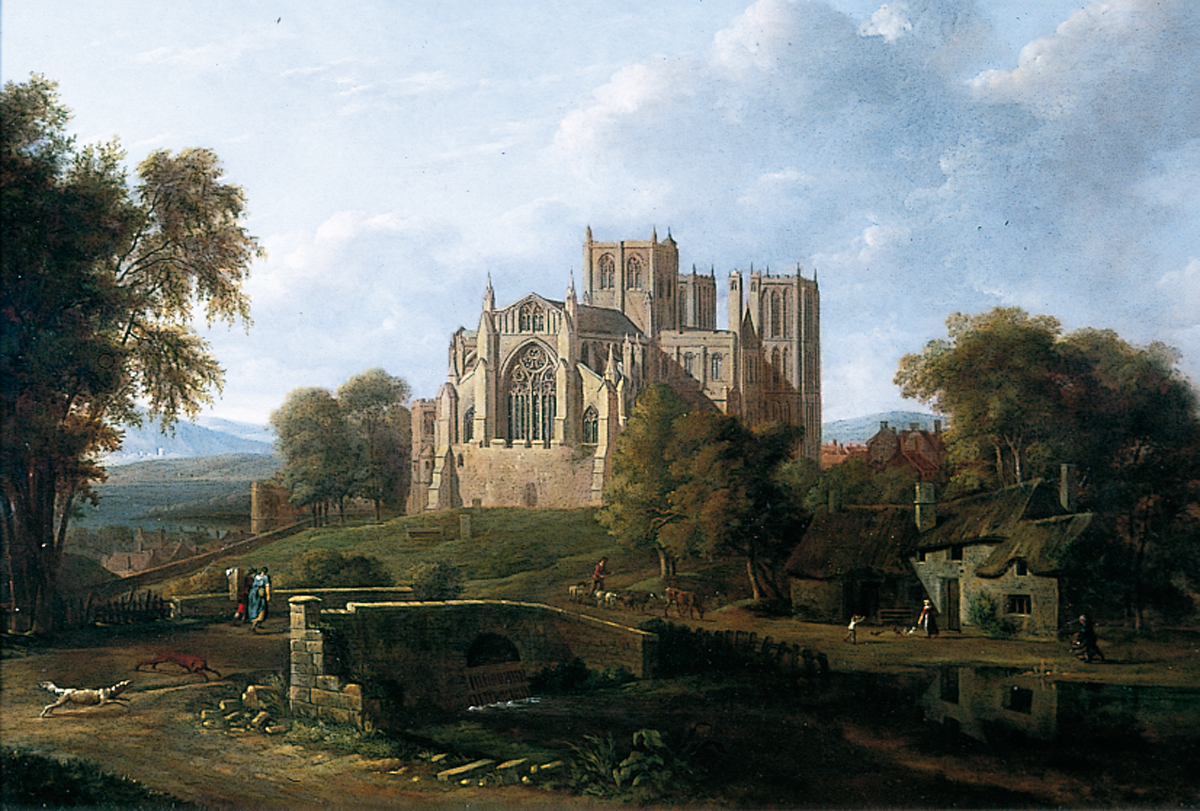
Ripon Minster, by Hendrik Frans de Cort, c. 1800.